# Коняшевская
Коняшевская — деревня в Коношском районе Архангельской области. Входит в состав Тавреньгского сельского поселения.

## География
Находится в юго-западной части Архангельской области на расстоянии приблизительно 40 км на восток-юго-восток по прямой от административного центра района поселка Коноша на правом берегу реки Тавреньга.

## История
В 1859 году здесь (деревня Вельского уезда Вологодской губернии) было учтено 11 дворов.

## Население
Численность населения: 68 человек (1859 год), 35 (русские 94 %) в 2002 году, 23 в 2010.